# النهاية المرة

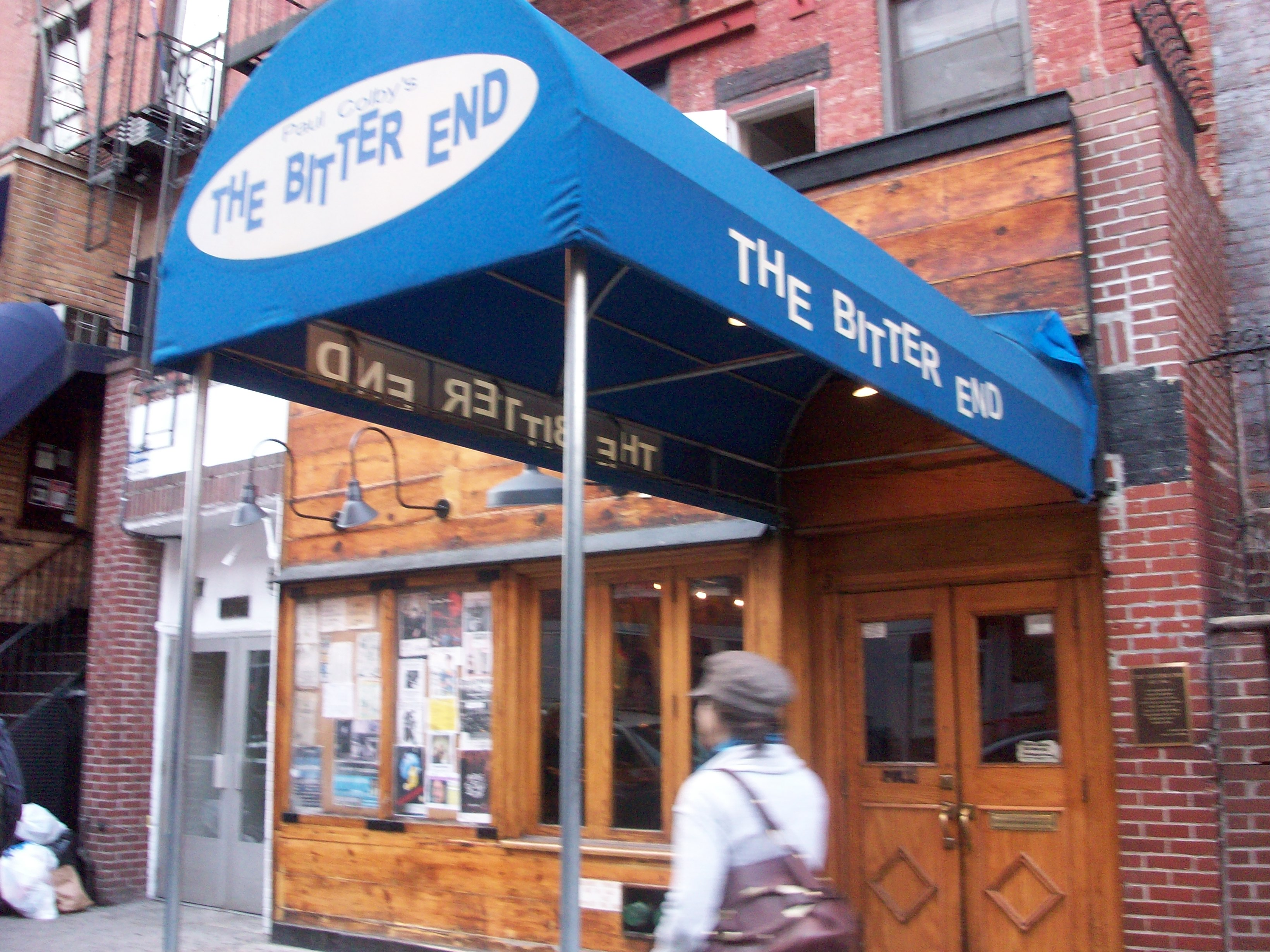
النهاية المرة

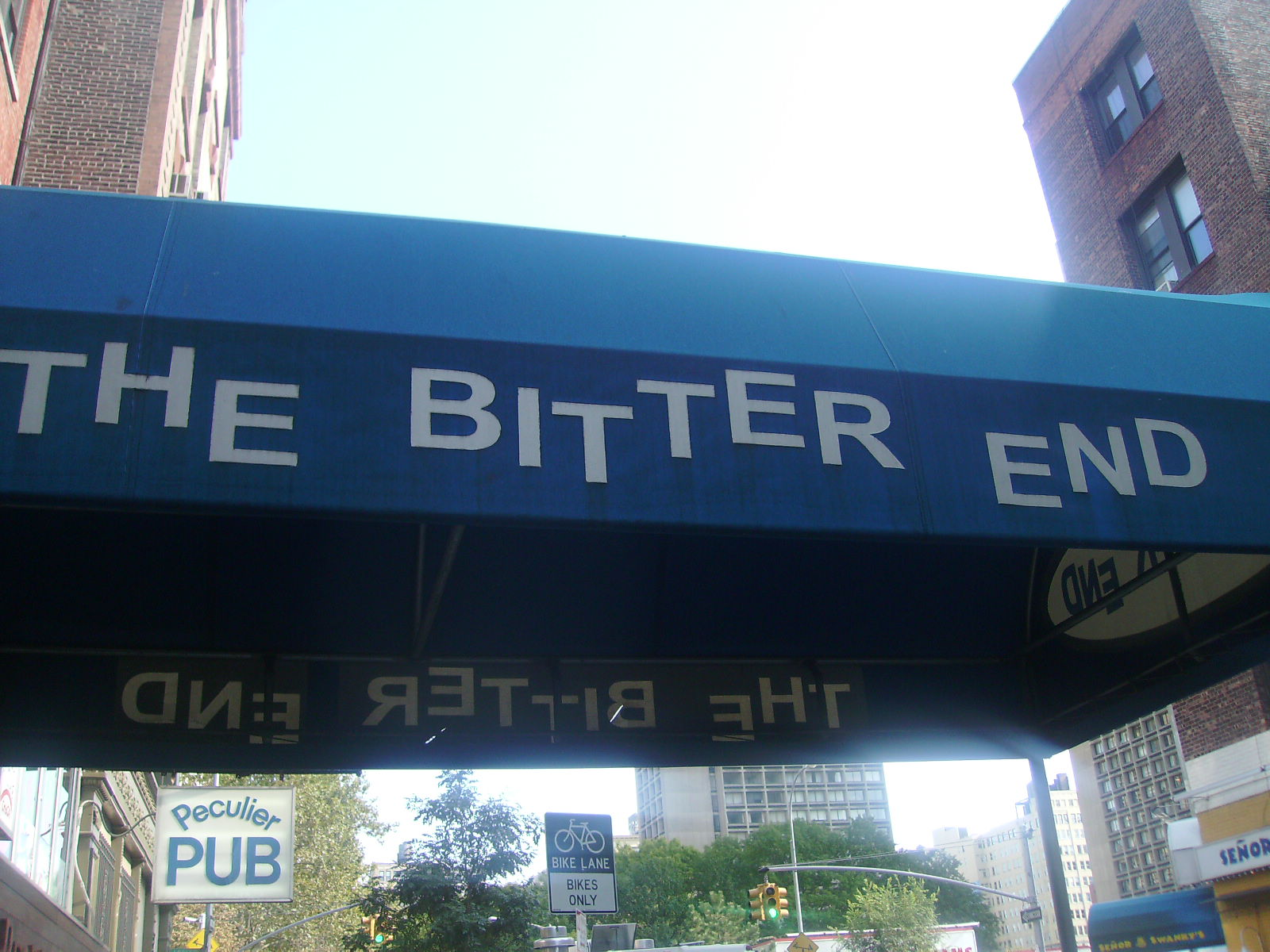
المظلة

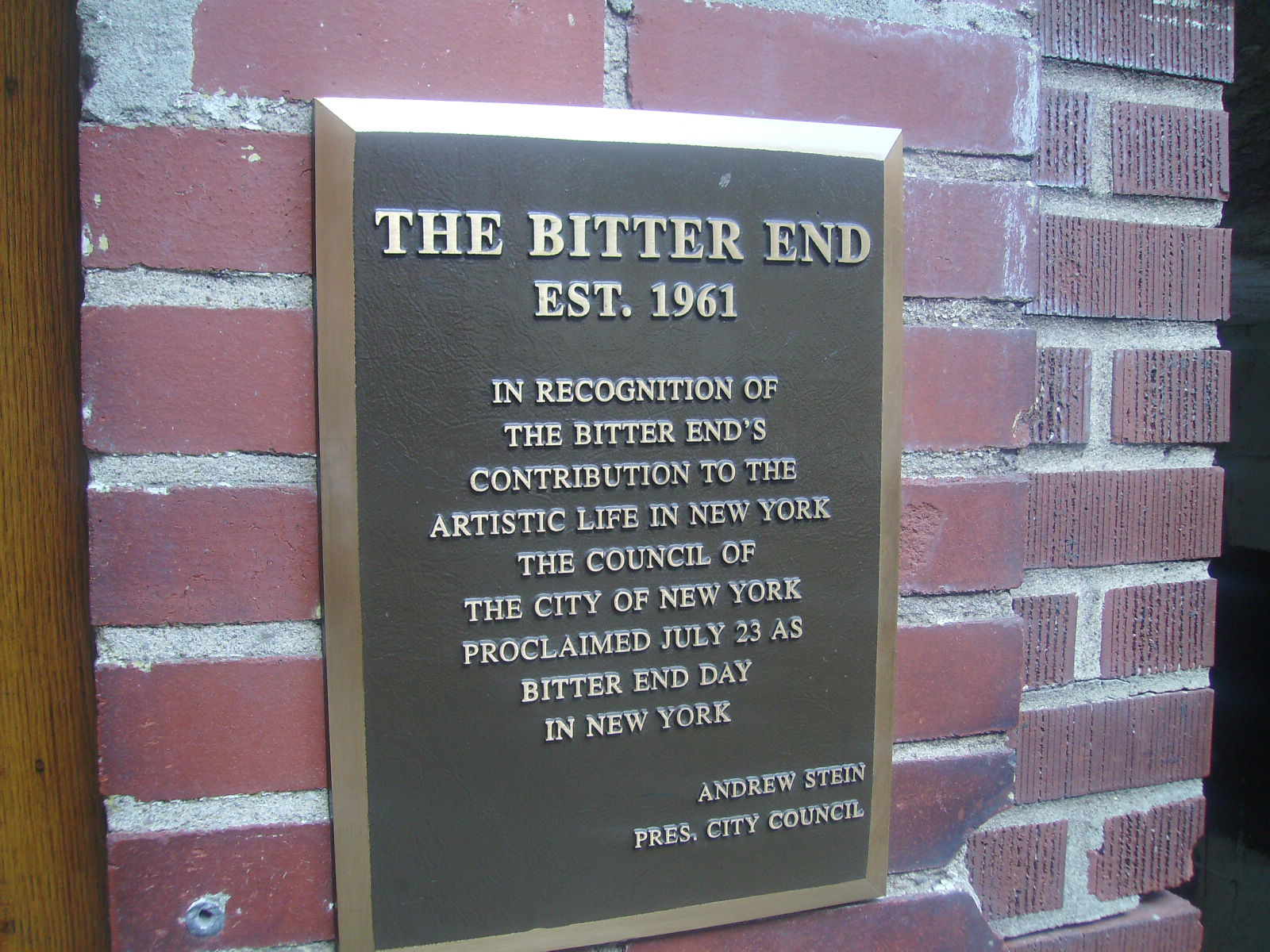
مكان المعلم الذي أكد في 23 يوليو 1992

النهاية المرة هو ملهى ليلي يتسع لـ 230 شخصًا و كما انه مقهى هو أيضا مكان للموسيقى الشعبية في قرية غرينتش التي تقع في مدينة نيويورك. تم افتتاحه في عام 1961 في شارع بليكر 147 ويرعاه المالك فريد وينتراوب. غير النادي اسمه إلى (الأرض الأخرى) في يونيو 1975. ومع ذلك بعد بضع سنوات، قام المالكون بتغيير اسم النادي مرة ثانية إلى اسم (النهاية المرة) الأكثر شهرة واستمر مفتوحًا تحت ملكية جديدة.

## التاريخ
كان نادي سابق يدعى (الديك والثور) وأدير العمل به في نفس المبنى بنفس التنسيق في أواخر الخمسينيات. ورد أن الشاعر والممثل الكوميدي هيو رومني (الذي عُرف فيما بعد باسم ويفي قريفي) قرأ هناك.
كان (النهاية المرة) في الأصل مقهى. وفقًا لصحيفة نيويورك تايمز ، «النهاية المرة، الذي افتتح في عام 1961، يعتبر أقدم نادي روك في نيويورك وبنى لنفسه سمعة أسطورية بعد العرض الذي أدى فيه فنانين شباب مثل جوني ميتشل وجيمس تايلور بالأضافة إلى ممثلين كوميديين مثل وودي ألين وبيلي كريستال.» في النادي، لعب بوب ديلان البلياردو، وشاهد العروض، وأدى أحيانًا، كان هذا في عام 1961.
خلال أوائل الستينيات، استضاف النادي الموسيقى الشعبية «الهوتنين» كل ليلة ثلاثاء، والتي تضم العديد من الفنانين الذين أصبحوا أسطوريين منذ ذلك الحين. خلال ذروتها عرض مقهى النهاية المرة مجموعة واسعة من الموسيقيين الموهوبين والأسطوريين والكوميديين وفناني الأداء المسرحي.
في عام 1968، أصبح بول كولبي (1917-2014) مديرًا ووكيل حجز في النهاية المرة وجدير بالذكر هنا أن كولبي بدأ مسيرته الفنية كمساعد للأغاني في شركة نشر بيبي جودمان وواصل العمل لدى فرانك سياترا وديوك الينجتون، بالأضافة إلى جاي لومباردو وفي عام 1974 اشتراها. قام بشرائها بعد حوالي عقد من بدء إدارته للنادي. توفي المالك بول كولبي في عام 2014 وكان لديه شريكان في النادي، بول ريزو وكين جوركا وقد أقيم حفل تكريم لكولبي بعد وفاته. توفي كيني جوركا في عام 2015, وكان عضوا اصليا في (ذا كريتز) بنيو جيرسي.
وفقًا لكولبي، قصف جيمس تايلور عندما لعب في النادي في عام 1969، كما قصف نيل يونغ في النادي أيضًا. في منتصف السبعينيات. من الأسباب التي أدت إلى أن يصبح النادي معروفًا، أنه مسقط رأس فيلم (رولينغ ثندر ريفيو) لبوب ديلان والذي ظهر بأسماء مثل جوني ميتشل، وروجر ماكجين، وجاك إليوت رامبلين، وجوان بايز، وتي بون بورنيت، وروني بلاكلي، وميك رونسون. والعديد من النجوم الضيوف الآخرين.
منح (النهاية المرة) مكانة بارزة من قبل مدينة نيويورك في عام 1992. أيضًا في عام 1992 حاول مالك المكان إخلاء الحانة مع حفظ المكان من خلال عروض المنفعة التي قدمها بيتر وبول وماري وكريس كريستوفرسون وجورج كارلين وآخرين.
قدمت ليدي غاغا عرضًا في الحانة في أكتوبر 2016، حدث هذا بعد أن أدّت هناك عملاً غير موقّع سابقا وقبل إصدار ألبومها الأول. كان الأداء جزءًا من جولة غوص في بار غاغا.

## تسجيلات ألبومات مباشرة
سجلت العديد من الألبومات الموسيقية في (النهاية المرة)، بما في ذلك ألبومات بيف روز («نصف عمر في النهاية المرة») وبيتر وبول وماري وراندي نيومان وكيرتس مايفيلد ودوني هاثاوي وأرلو جوثري وبيت سيجر وتوم باكستون، والإخوة إيسلي، وتومي جيمس وشونديلز، وتشاد ميتشيل تريو، وبيل هالي ومذنباته. الألبومات الكوميدية المسجلة هناك تتضمن الألبوم الأول لبيل كوسبي: بيل كوسبي، زميل مضحك للغاية. . . صحيح! ، والألبوم الثاني للممثل الكوميدي كريس راش بيمنغ إن .

## References
1. ↑  الوصول: 15 يناير 2019.
2. 1 2  Richling، Billy (18 فبراير 2014). "Goodbye Paul Colby: Famed Owner of The Bitter End Passes Away". Observer. مؤرشف من الأصل في 2022-11-12. اطلع عليه بتاريخ 2017-09-28.
3. ↑  "Exploring Bob Dylan's New York". نيويورك تايمز. 18 أكتوبر 2016. مؤرشف من الأصل في 2022-11-10. اطلع عليه بتاريخ 2017-09-27.
4. ↑  Santoro، Gene (8 يونيو 2003). "Gene Santoro, NY Times review, Beginning at the Bitter End.: SERIOUSLY FUNNY The Rebel Comedians of the 1950s and 1960s. By Gerald Nachman". NY Times. مؤرشف من الأصل في 2022-11-10. اطلع عليه بتاريخ 2015-01-06.
5. ↑  Nachman، Gerald (2003). Seriously Funny: The Rebel Comedians of the 1950s and 1960s. New York: Pantheon Books. ص. 659. ISBN:9780375410307. OCLC:50339527. مؤرشف من الأصل في 2022-05-14.
6. ↑  "No End for the Bitter End". nyc-plus.com. مؤرشف من الأصل في 2010-10-11. اطلع عليه بتاريخ 2022-01-15.
7. ↑  "Yeshiva University Commentator -- Volume 62, Issue 11". commie.droryikra.com. مؤرشف من الأصل في 2016-03-03. اطلع عليه بتاريخ 2015-01-06.
8. ↑  Martin، Douglas (20 فبراير 2014)، "Paul Colby, Whose Club Helped Fuel Greenwich Village's Rise, Dies at 96"، نيويورك تايمز، مؤرشف من الأصل في 2022-11-10، اطلع عليه بتاريخ 2017-09-24
9. ↑  A Musical Tribute To Paul Colby The Bitter End، The Aquarian، 23 يونيو 2014، مؤرشف من الأصل في 2022-11-10، اطلع عليه بتاريخ 2017-09-28
10. ↑  Valentino، Silas (26 مارس 2015). "The Bitter End Pays Tribute to Owner Kenny Gorka's Legacy". مؤرشف من الأصل في 2022-11-10. اطلع عليه بتاريخ 2017-12-08.
11. ↑  "Paul Colby - obituary"، ديلي تلغراف، 18 مارس 2014، مؤرشف من الأصل في 2022-11-10، اطلع عليه بتاريخ 2017-09-28
12. ↑  Lady Gaga Returns to NYC Bar Where She Launched Her Career، NBC New York، 21 أكتوبر 2016، مؤرشف من الأصل في 2017-10-09، اطلع عليه بتاريخ 2017-09-28

## روابط خارجية
- We All Played The Bitter End
- Shane, Ken, "No End for the Bitter End," 9/06
- Maler, Senya, "The Bitter End"